# Philipp Franz Wambolt von Umstadt

Wappen der Wambolt von Umstadt

Philipp Franz Wambolt von Umstadt (* 20. Juni 1860 in Darmstadt; † 8. Juli 1924 in Heidelberg) war ein deutscher Gutsbesitzer und Mitglied der Landstände des Großherzogtums Hessen.

## Leben

### Herkunft und Familie
Philipp Franz Wambolt von Umstadt entstammte dem rheinisch-hessischen Adelsgeschlecht Wambolt von Umstadt und war
der Sohn des Gutsbesitzers und Kammerherrn Philipp Wambolt von Umstadt (1828–1887) und dessen Gemahlin Josephine Gräfin und Edle Freiin von Boineburg-Lengsfeld (1837–1905).
Am 8. Juni 1887 heiratete er in Eltville Antoinette Gräfin und Edle Eltz gen. Faust von Stromberg (1858–1949, Tochter des Friedrich Carl Joseph Graf und Edler Herr von zu Eltz gen. Faust von Stromberg (1823–1900) und der Ludvine Gräfin Pejácsevich von Veröcze (1826–1889)).
Aus der Ehe gingen die Kinder Franz Philipp (* 13. Juli 1888), Karl (* 1890) und Lidvine (1893–1957, ∞ Alois Graf von Arco-Zinneberg) hervor.

### Wirken
Philipp Franz übernahm von seinem Vater die Herrschaft in Umstadt und Birkenau und war Leutnant der  Landwehr-Kavallerie in der Preußischen Armee. 1911 erhielt ein Mandat für die Erste Kammer der Landstände des Großherzogtums Hessen und wurde vom grundherrlichen Adel in das Parlament gewählt. Er blieb dort bis 1918.
Er war Rittmeister und 1864 Attaché bei der großherzoglichen Gesandtschaft am französischen kaiserlichen Hof.